# Tribeles
Tribeles monotipski biljni rod iz porodice eskalonijevki (Escalloniaceae) smješten u potporodicu Polyosmoideae. Jedina vrsta je T. australis, polugrm raširen po južnom Čileu i Argentini
Opisan je u Linnaea 33: 307. 1864.

## Sinonimi
- Chalepoa Hook.f.; Ic. Pl. t. 1082 (1871)
- Chalepoa magellanica Hook.f.; Hooker´s Icon. Pl. 11: t. 1082 (1871)
- Tribeles philippii Macloskie; Rep. Princeton Univ. Exped. Patagonia, Botany 8: 461 (1905)